# Chitita
Chitita es una localidad ubicada en la comuna de Camarones, Provincia de Arica, que forma parte de la Región de Arica y Parinacota, al norte de Chile.
Es una localidad pequeña, emplazada entre dos quebradas. Sus casas están hechas de piedra. Interesante es su iglesia reconstruida, que presenta muros de adobe cubiertas de barro. No posee torre y la iglesia está encerrada en un patio cercado, con una bonita portada barroca en piedra.

## Demografía
| Coordenadas                                  | Localidad | Categoría | Población (censo 2002) | Población masculina | Población femenina | Viviendas (censo 2002) |
| -------------------------------------------- | --------- | --------- | ---------------------- | ------------------- | ------------------ | ---------------------- |
| 18°49′33″S 69°40′51″O / -18.82583, -69.68083 | Chitita   | Caserío   | 30                     | 18                  | 12                 | 18                     |